# Llardó

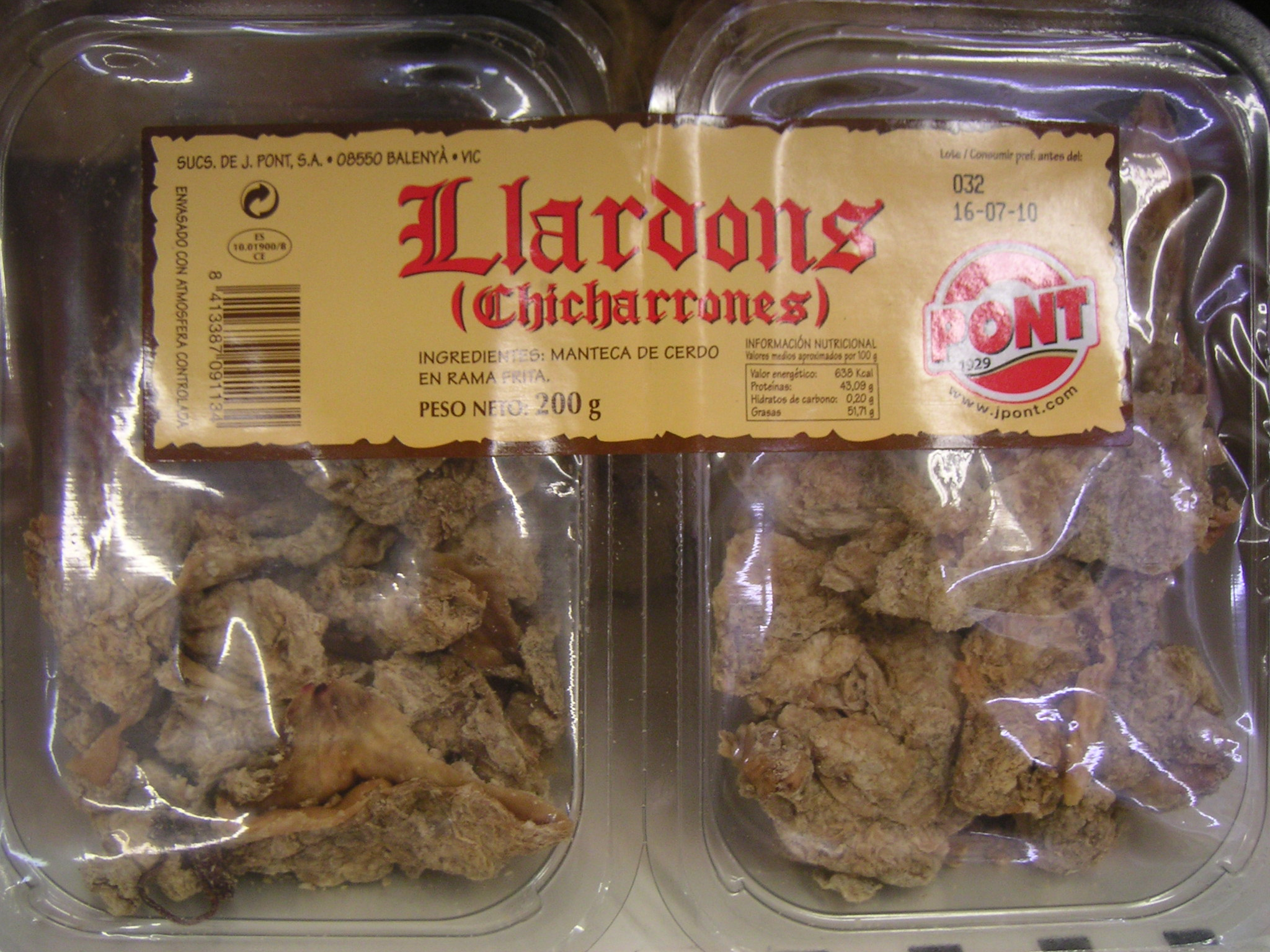
Llardons envasats

Un llardó, greixó, greixelló, greixolí, rostilló, cucarró o una llardufa és cadascun dels trossos de sagí cuits que resten després de fondre'l per extreure'n el llard, de manera que resten daurats i cruixents.
Els llardons són les restes de fondre el sagí per a obtindre el llard. Durant el procés, els llardons es couen en el llard fins que tenen una textura cruixent. Es poden menjar sols o usar, per exemple, per a fer coques (cócs) dolces o salades.
Es venen a pes a xarcuteries i cansaladeries de Països Catalans, i a l'època de Carnaval és habitual trobar-ne també a les pastisseries.
S'utilitza com a aperitiu, per a menjotar entre els àpats i indispensable per a fer les famoses «coques de llardons (pinyons i sucre)».
Els llardons poden ser un ingredient d'algunes botifarres d'ou, que també són típiques de Carnestoltes. típica de molts indrets i diferents festivitats com arala festa de «Sant Joan» i el «Dijous Gras» (el dijous abans de Carnestoltes).

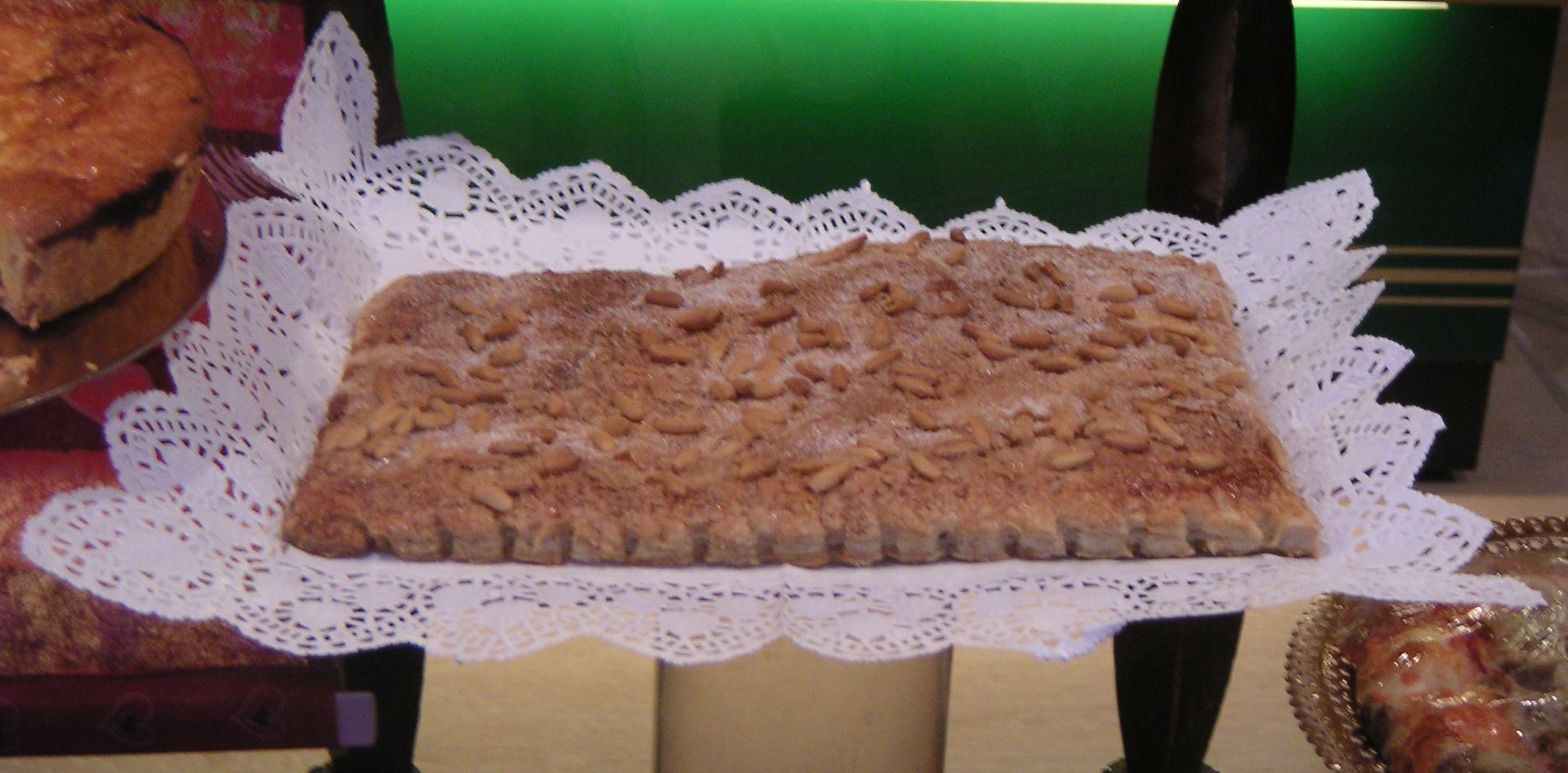
Coca de llardons de Catalunya.

Alguns xarcuters els utilitzen per a fer la botifarra d'ou, puix que a Barcelona els dos productes van fortament associats al Dijous Gras.

## Noms dialectals
Rep els noms de greixet, greixolí, greixilló/grassilló (Catalunya del Nord), greixot, cucarró (País Valencià), llemuga (Balears), llardufa, llardufó, macarró (camp de Tarragona, Segarra), raïssó (Balears), refús (Mallorca), roa (Menorca), rostissó (Vallespir), brescalló (Barcelona, Martorell), surrupapa, tàstena/tàstina...

## Lligams interns
Chicharrón (plat)